# Малокарачкинское сельское поселение
Малокара́чкинское се́льское поселе́ние (чув. Пушкăрт ял тăрăхĕ) — муниципальное образование в составе Ядринского района Чувашской Республики. Административный центр — село Малое Карачкино.
В состав Малокарачкинского сельского поселения входят:
- с. Малое Карачкино
- д. Малые Тюмерли[1]
- д. Липовка
- д. Лена
- д. Пиреньял
- д. Новое Тянымово[2]
- д. Старое Тянымово[3]

Глава администрации сельского поселения — Яковлева Светлана Валерьевна